# پرزیدیوم پلیتبوروی حزب کارگران کره
پرزیدیوم پلیتبوروی حزب کارگران کره، هیئت‌رئیسه دفترخانه سیاسی حزب کارگران کره (به هانگول: 조선로동당중앙위원회정치국상무위원회) یا پرزیدیوم که سابقاً با عنوان کمیته دائمی شناخته‌می‌شد، کمیته‌ای متشکل از رهبران عالی‌رتبه حزب کارگران کره است.
پرزیدیوم پلیتبوروی حزب کارگران کره از لحاظ تاریخی متشکل از پنج عضو بود و اکنون هم دارای پنج عضو است. هدف رسمی آن، انجام بحث‌های مربوط به سیاست و اتخاذ تصمیم در مورد موضوعات عمده در زمانی است که پلیتبورو، نهاد تصمیم‌گیر بزرگتر، در جلسه نیست. پرزیدیوم از نظر تئوری به پلیتبورو و کمیته مرکزی گزارش می‌دهد اما در عمل پرزیدیوم از نهادهای اصلی خود برتر است و به عنوان قدرتمندترین نهاد تصمیم‌گیری در کره شمالی عمل می‌کند. از آنجایی که کره شمالی یک دولت سوسیالیستی تک‌حزبی است، تصمیمات پرزیدیوم به‌صورت دوفاکتو دارای قدرت قانونی است. نقش پرزیدیوم پلیتبوروی حزب کارگران کره تقریباً مشابه نقش کمیته دائمی پلیتبوروی حزب کمونیست چین است.

## پیشینه
پرزیدیوم در کنفرانس سوم با انتصاب چهار عضو جدید احیا شد. کیم یونگ نام، رئیس کمیته دائمی مجمع عالی خلق، رئیس کشور؛ چو یونگ ری، نخست‌وزیر کره شمالی، رئیس دولت؛ نایب مارشال جو میونگ روک، متصدی پلیتبوروی عمومی ارتش خلق کره؛ نایب مارشال ری یونگ هو، رئیس ستاد کل ارتش خلق کره؛ همچنین انتصاب دو افسر نظامی از نظر ناظران خارجی در راستای سیاست نظامی اول کیم جونگ ایل، رهبر عالی کره بود. اعتقاد بر این بود که ری یونگ هو اسکورت نظامی شخصی کیم جونگ اون در آن زمان بود. این شبیه به نقش او جین یو در دوران اولیه حکومت کیم جونگ ایل بود. در کنفرانس چهارم نایب مارشال چو ریونگ هی در کمیته دائمی منصوب شد.